# Mariakyrkan, Fyllinge
Mariakyrkan är en kyrkobyggnad i stadsdelen Fyllinge i centralorten i Halmstads kommun. Den tillhör Snöstorps församling i  Göteborgs stift.

## Historia
"En fridens boning på krigisk mark". Med den förhoppningen av kyrkoherde Krister Nordin, togs de första spadtagen till Mariakyrkan i Fyllinge våren 1986. På kyrkplatsen utkämpades den 17 augusti 1676 slaget vid Fyllebro, då Karl XI:s här besegrade danskarna och tillfångatog 4000 krigsmän. En minnessten över slaget är rest strax väster om kyrkan.

## Kyrkobyggnaden
Kyrkan uppfördes efter ritningar av arkitekt Morgan Bergwall och invigdes Första advent samma år av biskop Bertil Gärtner. Byggnaden har en basilikaliknande, åttakantig planform och ytterväggar klädda med fasadtegel. Ett smalt fönsterband åtskiljer tak och vägg längs hela kykorummet. Takarmaturen består av närmast droppliknande glödlampor. Den dominerade färgen i kyrkorummet är blått, vilket är Marias färg och leder tankarna till det överjordiska, gudomliga, till himlen och trofastheten. 
I klockstapeln hänger en klocka med inskriptionen: "Må klockan ringa i morgonväkten! / Kalla samman till aftonbön. / Minna om hänsovna idoga släkten, som ur blodbestänkt mull fick sin lön. / Ring ut över nejden de trösterika orden: / Gemenskap i Kristus ger frid över jorden.
Efter fuktskador fick kyrkan stängas en tid för sanering och renovering. Den återinvigdes på Tacksägelsedagen 1995 liksom den nytillkomna Mariaskulpturen i trä framme vid koret. 

## Inventarier
- Altarväggen färdigställdes byggnadsåret av konstnären Kajsa Mattas. Den kallas Jungfru Marie lövsal - det nya paradiset och associerar till lidandet, uppståndelsen och det eviga livet.
- Kyrksilvret, dopskål, altarljusstakar, processionskors och nattvardssilver är tillverkat 1986 till kyrkans invigning av silversmeden Martin Öhman, Halmstad. Här återfinns det åttkantiga mönstret.
- En Mariaskulptur framme i koret är liksom ett processionskors tillverkat av Eva Spångberg, Gamla Hjälmseryd.

### Orgel
- Före 1988 användes en elorgel med två manualer och pedal.
- Dagens orgel är byggd 1991 av Nils-Olof Berg.

## Bilder

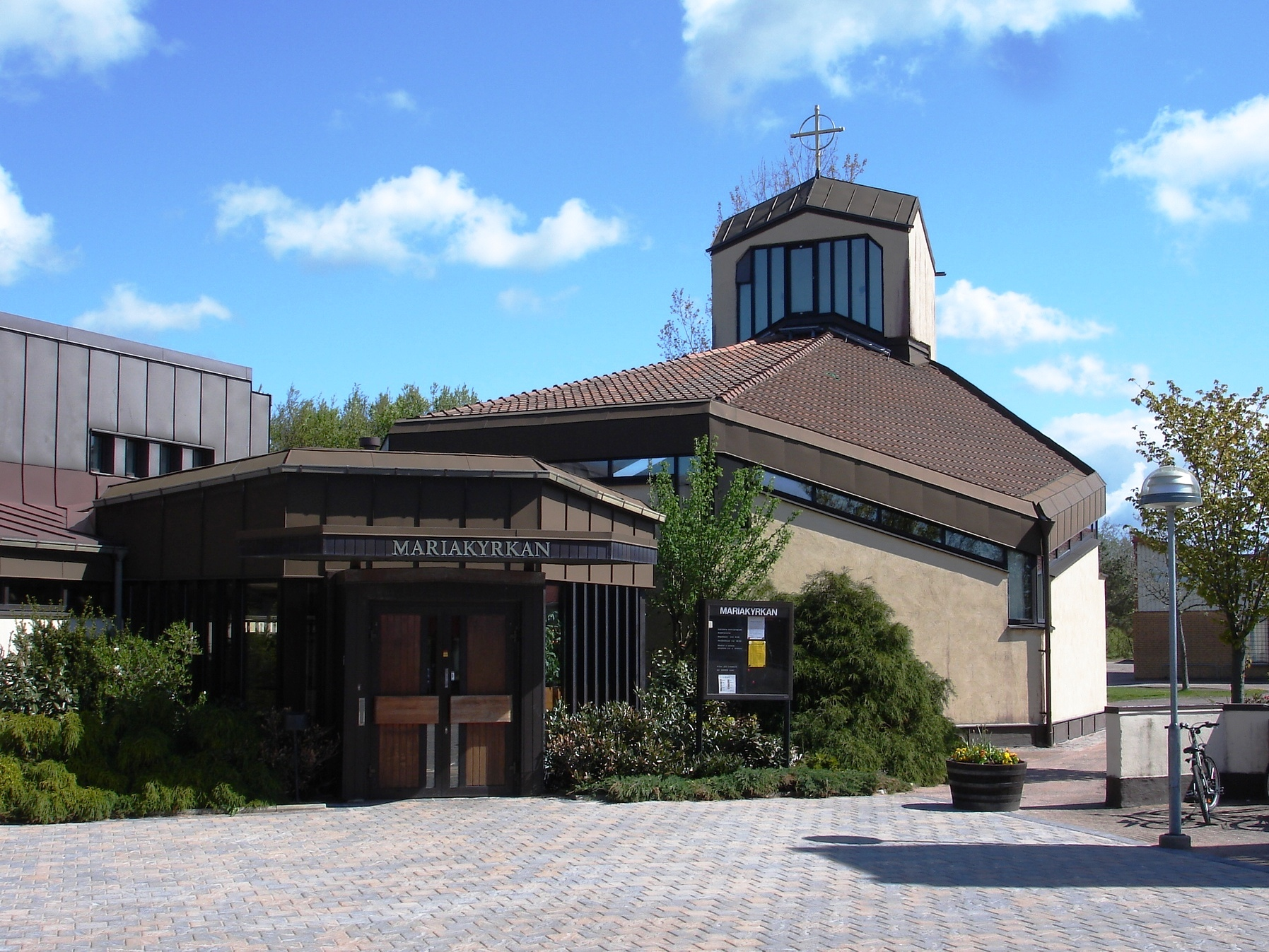
Exteriör
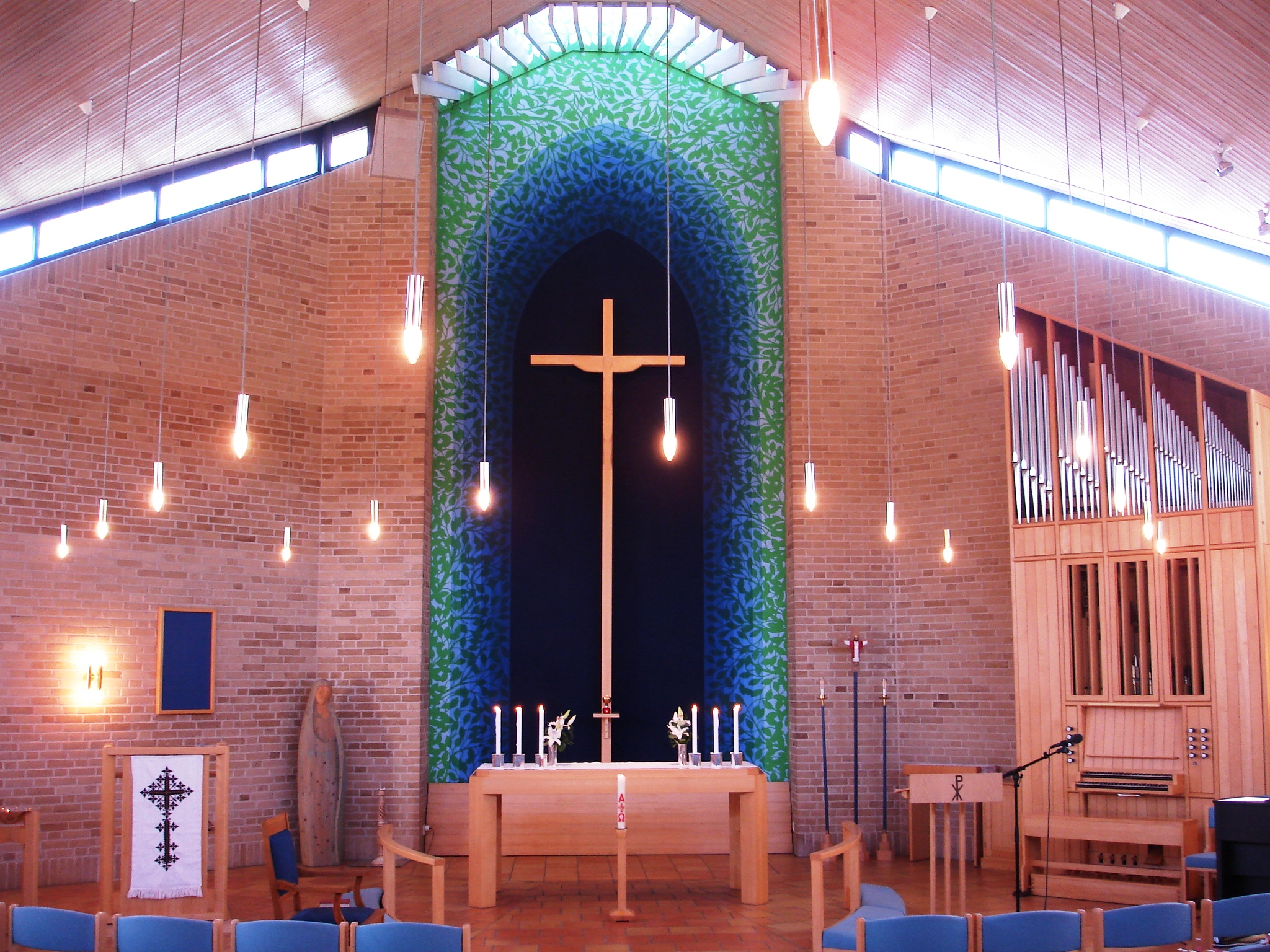
Interiör mot koret
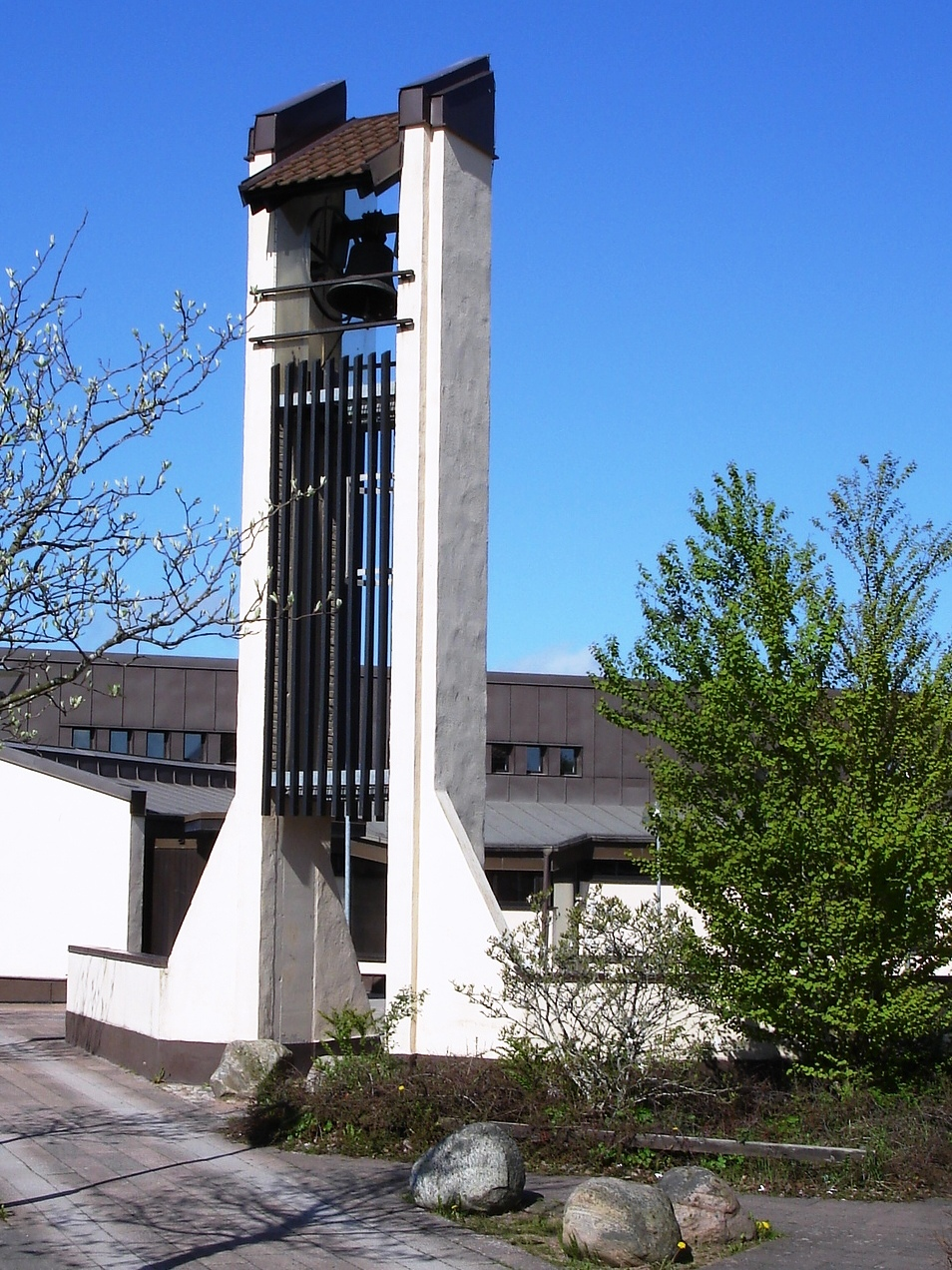
Klockstapeln